# Kikuma (Ehime)
El pueblo de Kikuma (菊間町 Kikuma-chō?) fue un pueblo del distrito de Ochi en la región de Toyo (東予地方 Tōyo-chihō?) de la prefectura de Ehime.

## Características
Se encontraba ubicado entre las ciudades de Matsuyama e Imabari, aunque más próxima a esta última. Se extiende sobre una zona llana de suaves ondulaciones que se utilizan para cultivos varios. Los núcleos poblacionales se concentran en la zona costera, en torno a la ruta nacional 196 y a la línea Yosan de la JR, además de los márgenes del río Kikuma (菊間川 Kikuma-gawa?) y sus afluentes. El pueblo contaba con las estaciones de Iyokameoka (伊予亀岡駅 Iyokameoka-eki?) y Kikuma (菊間駅 Kikuma-eki?), ambas de la línea Yosan.
Limitaba con la ciudad de Hojo (en la actualidad es parte de la ciudad de Matsuyama) y los pueblos de Oonishi y Tamagawa, ambos del distrito de Ochi y actualmente son parte de la ciudad de Imabari.

## Accesos
La principal vía de acceso fue la ruta nacional 196, que comunica las ciudades de Matsuyama y Saijo bordeando la península de Takanawa. También contaba con las estaciones de Iyokameoka (伊予亀岡駅 Iyokameoka-eki?) y Kikuma (菊間駅 Kikuma-eki?).

## Clima
El clima es cálido y con precipitaciones abundantes, los efectos directos de los tifones y otros fenómenos naturales rara vez afectaban al pueblo.

## Historia
- 1890: Se fusionan tres villas para formar la villa de Kikuma.
- 1908: La villa de Kikuma pasa a ser pueblo de Kikuma.
- 1925: Absorbe la villa de Kasen (歌仙村 Kasen-mura?).
- 1955: Absorbe la villa de Kameoka (亀岡村 Kameoka-mura?).
- 2005: El 16 de enero es absorbida junto a otras diez localidades del distrito de Ochi por la ciudad de Imabari.

Tratándose de una de los pueblos de la porción continental del distrito de Ochi junto a los limítrofes Oonishi y Namikata, de los cuales fue el más occidental, consideró dos alternativas para llevar adelante el proceso de fusión. Una fue la fusión que abarcara únicamente los tres pueblos; y la otra fue la incorporación del grupo de tres junto a otras dos localidades de la porción continental del mismo distrito (el pueblo de Tamagawa y la villa de Asakura) a la ciudad de Imabari.
Desde un principio, dado que tenía una población cercana a los 8.000 habitantes y a que su situación financiera era razonable, no se mostró proactiva hacia una fusión como ocurrió con otras localidades del mismo distrito; además dada su ubicación en el extremo occidental del distrito de Ochi quería priorizar alternativas que no lo dejaran en un extremo. La segunda alternativa precisamente la colocaba en un extremo, por lo que se pensó que la primera alternativa por lo menos le daría cierto poder de decisión.
De este modo se automarginó de las deliberaciones entre la ciudad de Imabari y las localidades del distrito de Ochi. Pero los pueblos de Oonishi y Namikata no se sumaron a la propuesta del pueblo de Kikuma, razón por la cual retomó las negociaciones con la ciudad de Imabari.